# نیکولای پوزانوف
نیکولای پوزانوف (روسی: Николай Васильевич Пузанов؛ ۷ آوریل ۱۹۳۸ – ۲ ژانویهٔ ۲۰۰۸) ورزشکار دوگانه اهل اتحاد جماهیر شوروی سوسیالیستی بود.